# Paul-Albert Faveau
Paul-Albert Faveau (Crochte, 6 aprile 1859 – Jiaxing, 23 marzo 1949) è stato un missionario e vescovo cattolico francese.

## Biografia
Iniziò gli studi nel seminario interno della Congregazione della Missione a Parigi nel 1883 ed emise i voti privati come membro della società nel 1885.
Inviato come missionario in Cina, fu ordinato prete a Ningbo nel 1887.
Nel 1910 fu eletto vescovo titolare di Tamaso e vicario apostolico di Tche'Kiang occidentale; fondò la congregazione delle Figlie del Sacro Cuore di Hangzhou.

## Genealogia episcopale
La genealogia episcopale è:
- Cardinale Guillaume d'Estouteville, O.S.B.
- Papa Sisto IV
- Papa Giulio II
- Cardinale Raffaele Riario
- Papa Leone X
- Papa Clemente VII
- Cardinale Antonio Sanseverino, O.S.Io. Hier.
- Cardinale Giovanni Michele Saraceni
- Papa Pio V
- Cardinale Innico d'Avalos d'Aragona, O.S. Iacobi
- Cardinale Scipione Gonzaga
- Patriarca Fabio Biondi
- Papa Urbano VIII
- Cardinale Cosimo de Torres
- Cardinale Francesco Maria Brancaccio
- Vescovo Miguel Juan Balaguer Camarasa, O.S.Io. Hier.
- Papa Alessandro VII
- Cardinale Neri Corsini
- Vescovo Francesco Ravizza
- Cardinale Veríssimo de Lencastre
- Arcivescovo João de Sousa
- Vescovo Álvaro de Abranches e Noronha
- Cardinale Nuno da Cunha e Ataíde
- Cardinale Tomás de Almeida
- Cardinale João Cosme da Cunha, O.R.C.
- Arcivescovo Francisco da Assunção e Brito, O.E.S.A.
- Vescovo Alexandre de Gouveia, T.O.R.
- Vescovo Caetano Pires Pereira, C.M.
- Vescovo Gioacchino Salvetti, O.F.M. Obs.
- Vescovo Joseph-Martial Mouly, C.M.
- Vescovo Edmond-François Guierry, C.M.
- Vescovo Géraud Bray, C.M.
- Vescovo Paul-Albert Faveau, C.M.